# Dunnart de l'île de Boullanger
Sminthopsis boullangerensis
Espèce
Statut de conservation UICN

 DD  : Données insuffisantes
Le dunnart de l'île de Boullanger (Sminthopsis  boullangerensis) est une espèce de souris marsupiale

## Distribution
Il est endémique sur l'île de Boullanger en Australie-Occidentale.

## Systématique
Il était considéré auparavant comme une sous-espèce du Dunnart à ventre gris.

## Référence
- (en) Cet article est partiellement ou en totalité issu de l’article de Wikipédia en anglais intitulé « Boullanger Island Dunnart » (voir la liste des auteurs).